# Distrito electoral de Rulo (condado de Richardson, Nebraska)
Rulo (en inglés: Rulo Precinct) es un distrito electoral ubicado en el condado de Richardson en el estado estadounidense de Nebraska. En el Censo de 2010 tenía una población de 268 habitantes y una densidad poblacional de 3,28 personas por km².

## Geografía
Rulo se encuentra ubicado en las coordenadas 40°2′7″N 95°25′17″O / 40.03528, -95.42139. Según la Oficina del Censo de los Estados Unidos, Rulo tiene una superficie total de 81.72 km², de la cual 79.47 km² corresponden a tierra firme y (2.76%) 2.26 km² es agua.

## Demografía
Según el censo de 2010, había 268 personas residiendo en Rulo. La densidad de población era de 3,28 hab./km². De los 268 habitantes, Rulo estaba compuesto por el 78.73% blancos, el 0% eran afroamericanos, el 16.79% eran amerindios, el 0% eran asiáticos, el 0.37% eran isleños del Pacífico, el 0% eran de otras razas y el 4.1% pertenecían a dos o más razas. Del total de la población el 0.37% eran hispanos o latinos de cualquier raza.